# Romuald Jałbrzykowski
Romuald Jałbrzykowski (ur. 7 lutego 1876 w Łętowie-Dębie, zm. 19 czerwca 1955 w Białymstoku) – polski duchowny rzymskokatolicki, biskup pomocniczy sejneński w latach 1918–1925, sekretarz generalny Konferencji Episkopatu Polski w latach 1925–1926, biskup diecezjalny łomżyński w 1926, arcybiskup metropolita wileński w latach 1926–1955.

## Życiorys
Urodził się 7 lutego 1876 w Łętowie-Dębie w rodzinie drobnej szlachty herbu Grabie, zajmującej się uprawą roli. Jego rodzicami byli Feliks Antoni i Rozalia z domu Krajewska, miał troje rodzeństwa. W latach 1886–1893 kształcił się w Klasycznym Gimnazjum Męskim w Łomży. Od 1893 studiował w seminarium duchownym w Sejnach. Święcenia subdiakonatu i diakonatu przyjął w 1898. W latach 1898–1902 kontynuował studia w Akademii Duchownej w Petersburgu, uzyskując magisterium z teologii. Święcenia prezbiteratu otrzymał 9 marca 1901 w Petersburgu.
Po powrocie do diecezji sejneńskiej został ustanowiony wikariuszem parafii Wąsosz. Nie objął jednak tej funkcji, gdyż został mianowany kapelanem biskupa Antanasa Baranauskasa. W 1902 został wykładowcą seminarium duchownego w Sejnach. Prowadził zajęcia z Pisma Świętego, a także z języków łacińskiego, polskiego i rosyjskiego, homiletyki, teologii moralnej i patrologii. W 1908 objął urząd wicerektora seminarium. Był działaczem społeczno-narodowym, założył stowarzyszenie „Gospodarz”, Związek Katolicki, Koło Macierzy Polskiej. W 1910 został kanonikiem sejneńskiej kapituły katedralnej. Podczas I wojny światowej przebywał w Mohylewie, dokąd przeniesiono seminarium duchowne, a później w Mińsku. Należał do Polskiego Komitetu Pomocy Ofiarom Wojny. Założył cztery szkoły powszechne i trzy katolickie sklepy spółdzielcze. W 1917 przez Szwecję powrócił do Polski. Objął probostwo w Radziwiłańcach i został wikariuszem generalnym części diecezji sejneńskiej znajdującej się w granicach Polski.
29 lipca 1918 został mianowany biskupem pomocniczym diecezji sejneńskiej ze stolicą tytularną Cusae. Święcenia biskupie otrzymał 30 listopada 1918 w kościele św. Michała Archanioła i św. Jana Chrzciciela w Łomży. Konsekrował go Aleksander Kakowski, arcybiskup metropolita warszawski, w asyście Antoniego Juliana Nowowiejskiego, biskupa diecezjalnego płockiego, i Stanisława Galla, biskupa pomocniczego warszawskiego. Administrował polskimi terenami diecezji sejneńskiej, rezydując w Łomży, gdzie zorganizował kurię biskupią i seminarium duchowne, wzniósł pałac biskupi, a także założył drukarnię i wydawał czasopismo „Życie i praca”. Przyczynił się do powstania Gimnazjum Męskiego Prywatnego im. Ks. Piotra Skargi i Szkoły Rzemiosł. Wspierał działalność charytatywną, patronując Komitetowi Opieki Społecznej, Towarzystwu Dobroczynności, ponadto założył kuchnię dla najbiedniejszych. W czasie wojny polsko-bolszewickiej w 1920 kierował Komitetem Obrony Łomży. Po zajęciu miasta przez Armię Czerwoną przez kilka dni przebywał w areszcie. W latach 1925–1926 pełnił funkcję sekretarza generalnego Episkopatu Polski.
14 grudnia 1925 został przeniesiony na urząd biskupa diecezjalnego nowo erygowanej diecezji łomżyńskiej, którą kanonicznie przejął 26 stycznia 1926. W czasie krótkich rządów w diecezji doprowadził do wybudowania gmachu przeznaczonego na siedzibę biskupa i kurii oraz uzyskał godność kolegiaty dla kościoła w Sejnach.
24 czerwca 1926 został mianowany arcybiskupem metropolitą wileńskim. Rządy w archidiecezji wileńskiej objął 8 września 1926. W 1927 przeprowadził koronację obrazu Matki Boskiej Ostrobramskiej, w 1931 synod archidiecezjalny, a w 1939 synod prowincjonalny. Zorganizował także kongres eucharystyczny i kongres maryjny. Do 1939 dokonał trzykrotnej wizytacji wszystkich parafii archidiecezji. Dbał o podniesienie poziomu wykształcenia kleru, wspierał rozwój organizacji społecznych i stowarzyszeń katolickich. Założył drukarnię archidiecezjalną. Zajął się rewindykacją obiektów utraconych przez Kościół w czasie zaborów. Zalecił, aby w wileńskim seminarium duchownym wprowadzono lektorat języka litewskiego.
Po zajęciu Wilna przez Litwinów w październiku 1939 popadł z nimi w ostry konflikt na tle działalności narodowościowej. W grudniu 1939 rząd litewski wystosował notę do Watykanu, domagając się odwołania go i powołania w jego miejsce administratora apostolskiego. W marcu 1942 aresztowany przez funkcjonariuszy gestapo, do lata 1944 przebywał na internowaniu w domu księży marianów w Mariampolu. Do Wilna powrócił w sierpniu 1944 po zajęciu miasta przez wojska radzieckie. Wznowił działalność instytucji archidiecezjalnych, reaktywował seminarium duchowne, obsadził parafie, w których brakowało księży, wysłał kapłanów do pracy na Białorusi. W styczniu 1945 został aresztowany przez funkcjonariuszy NKWD i umieszczony w więzieniu na Łukiszkach. Po miesiącu zwolniono go ze względu na stan zdrowia i konieczność podjęcia specjalnego leczenia. W maju 1945 zakończono śledztwo i sformułowano wobec niego akt oskarżenia, zarzucając inspirowanie działalności podziemnej polskiej antysowieckiej organizacji Związek Walki Zbrojnej w latach 1940–1941, współpracę z Delegaturą Rządu na Kraj i Armią Krajową, a od 1944 popieranie antysowieckiego polskiego podziemia. W czerwcu 1945 Kolegium Specjalne w Moskwie wydało nakaz deportowania go do Polski. O nakazie wyjazdu z Wilna został poinformowany na początku lipca 1945. Do Białegostoku przybył w połowie miesiąca. Z tego miasta zarządzał częścią archidiecezji wileńskiej leżącej na terenie Polski. Tam odtworzył kurię metropolitalną, seminarium duchowne, sąd biskupi i kapitułę metropolitalną. Założył oddziały Unii Apostolskiej Kleru i Ligi Świętości Kapłańskiej. Prowadził starania o zalegalizowanie w Białymstoku Wydziału Teologicznego Uniwersytetu Stefana Batorego.
Konsekrował biskupów łomżyńskich: diecezjalnego Czesława Falkowskiego (1949) i pomocniczego Aleksandra Mościckiego (1952). Był współkonsekratorem podczas sakry biskupów siedleckich: pomocniczego Czesława Sokołowskiego (1919) i diecezjalnego Ignacego Świrskiego (1946), biskupa diecezjalnego łódzkiego Michała Klepacza (1947) i biskupa pomocniczego w Białymstoku Władysława Suszyńskiego (1948).
Zmarł 19 czerwca 1955 w Białymstoku. Został pochowany w kaplicy Matki Bożej Miłosierdzia w prokatedrze białostockiej.

## Odznaczenia, tytuły
W 1937 „za wybitne zasługi na polu pracy społecznej” został odznaczony Wielką Wstęgą Orderu Odrodzenia Polski. Wcześniej, w 1924, został uhonorowany Krzyżem Komandorskim tego orderu. W 1922 został odznaczony Krzyżem Walecznych, a w 1938 Złotym Krzyżem Zasługi.
Komenda Okręgu Wileńskiego Armii Krajowej przyznała mu Złoty Krzyż Zasługi z Mieczami. Otrzymał również rosyjski Order Oficerski św. Jerzego za pomoc żołnierzom rosyjskim aresztowanym przez Niemców w Sejnach podczas I wojny światowej.
W 1924 nadano mu honorowe obywatelstwo Łomży.